# Кошка-привидение (телефильм)
«Кошка-привидение» (англ.  Mrs. Ashboro's Cat) — телевизионная мелодрама режиссёра Дона  МакБрити, снятая по роману Беверли Батлер.
Мировая премьера состоялась 13 октября 2004 года.

## Сюжет
После гибели жены Уэс Мерритт решает, что им с 14-летней дочерью Натали будет полезно сменить обстановку. Они покидают полный воспоминаний Нью-Йорк и переезжают в небольшой городок Рингвуд, где родилась и выросла супруга Уэса. В поисках жилья отец с дочерью знакомятся с работницей местной библиотеки миссис Эшборо. Пожилая женщина живёт с любимой кошкой Маргарет в старом коттедже и постоянно воюет с собственным племянником, пытающимся сдать тётушку в дом престарелых. После внезапной смерти миссис Эшборо, предприимчивый племянник, являясь единственным родственником покойной, тут же продаёт освободившуюся жилплощадь семейству Мерритт. Обживаясь на новом месте, Натали начинает замечать присутствие в доме некой потусторонней силы: предметы перемещаются непонятным образом, пианино само по себе начинает играть, а в довершение всего девочка видит призрак кошки бывшей владелицы дома. Преданная Маргарет, умершая в один день с миссис Эшборо, вернулась в мир живых, чтобы исполнить последнюю волю хозяйки…

## В ролях
| Актёр           | Роль           |
| --------------- | -------------- |
| Майкл Онткин    | Уэс Мерритт    |
| Эллен Пейдж     | Натали Мерритт |
| Лори Хэллир     | Бренда         |
| Ширли Найт      | миссис Эшборо  |
| Шон Робертс     | Курт           |
| Марк Рендалл    | Пирсон         |
| Том Баррнет     | Бойд Эшборо    |
| Найджел Беннет  | Тед Рикер      |
| Келти МакМиллан | Джен           |
| Вэйд Линч       | Терри          |
| Пэм Стивенсон   | Сандра         |
| Баретта         | кошка Маргарет |
| Харли           | домашний пёс   |

## Съёмочная группа
- Режиссёр: Дон МакБрити[англ.]
- Продюсеры: Жан Питер Мейбум, Орли Эделсон, Сюзанна Френч, Скот Гарви, Лора Хорбин, Кристина Дженнингс[англ.], Грета Роуз
- Сценарист: Ларри Кетрон, Хезер Конки
- Композитор: Роберт Карли
- Оператор: Давид Перро
- Монтажёр: Ральф Бранджис
- Художники: Джеймс Освальд, Мелинда Уолкер, Кэтлин Росс

## Награды и номинации
| Награды и номинации     | Награды и номинации                                            | Награды и номинации | Награды и номинации |
| Награда                 | Категория                                                      | Номинант            | Результат           |
| ----------------------- | -------------------------------------------------------------- | ------------------- | ------------------- |
| 2004 — «Премия Джемини» | «Лучшая актерская игра в детском или юношеском фильме/сериале» | Эллен Пейдж         | Победа              |